# Priscille Mahieu
Pour les articles homonymes, voir Mahieu.
 (novembre 2018).
Si vous disposez d'ouvrages ou d'articles de référence ou si vous connaissez des sites web de qualité traitant du thème abordé ici, merci de compléter l'article en donnant les références utiles à sa vérifiabilité et en les liant à la section « Notes et références ».
Priscille Mahieu est une illustratrice et une auteur de bande dessinée française.

## Biographie
Ancienne étudiante de l’Académie des Beaux-Arts de Tournai (Belgique), Priscille Mahieu publie son premier album aux Éditions du Cycliste. Elle s'installe à Nantes en 2000, où elle enseigne le dessin et la BD, tout en poursuivant sa carrière de dessinatrice pour l'édition et la presse. Elle est notamment la dessinatrice de la BD jeunesse Ticayou, le petit Cro-Magnon.

## Albums
- Louis et les joyeux vagabonds, Le Cycliste, 1999
- Ticayou, scénario Éric Le Brun - Éditions Milan, puis Tautem (à partir de 2017).
  - t. 1 - Le Petit Cro-Magnon, 2009,  (ISBN 9782745937940)
  - t. 2 - Chasseur de la Préhistoire, 2009,  (ISBN 9782745940537)
  - t. 3 - La rivière sauvage, 2017,  (ISBN 9791097230074)
  - t. 4 - Les inédits, 2017 (Tirage limité, signé par les auteurs)
- Le Grand Abri, scénario de Toomaï Boucherat, Ed. Actilia multimedia.
  - t. 1 - Le Grand Abri, 2015,  (ISBN 9782915097290)
  - t. 2 - La Font-aux-Pigeons, préface de Jean Courtin, 2019

## Albums collectifs
- 5 ans de Comix, Le Cycliste, 1999,  (ISBN 9782912249234)
- Chansons d'Edith Piaf en BD, Ed. Petit à Petit, 2001

## Livres illustrés
- Le pendentif de Kihia, de Michel Piquemal, Ed. Sedrap, 2012
- Mahava, de Christophe Vigerie,  Errance, 2013
- Mon cahier Préhisto (avec Éric Le Brun), Glénat
  - t. 1 :La grotte Chauvet-Pont d'Arc, 2016,  (ISBN 9782344014462)
  - t. 2 :Lascaux et la vallée de la Vézère, 2017,  (ISBN 9782344021576)
- Découvrir Lascaux, de Elena Man-Estier et Patrick Paillet, Éditions Ouest-France, 2018
- Découvrir l'Archéologie, de Elena Man-Estier et Patrick Paillet, Éditions Ouest-France, 2018

## Expositions
- Ticayou, Muséum d'histoire naturelle de Nantes, septembre 2017
- (Pré)Histoire ! Illustrations et BD préhistoire, Maison Mégalithes et Landes de Saint-Just, mai/novembre 2018
- Paléo-Bulles, Pôle d'interprétation de la Préhistoire, Les Eyzies, mai 2021/février 2022